# Monsters and Critics
Monsters and Critics è un sito web di notizie di intrattenimento online incentrato su TV, film e celebrità. Pubblica notizie, recensioni, riassunti, interviste, articoli di approfondimento, spiegazioni, blog e commenti. Il sito web è di proprietà di Digital Minefield Ltd da novembre 2017 e ha contributori provenienti da Stati Uniti, Canada e Regno Unito.

## Descrizione
Monsters and Critics è stato fondato nel 2003 da James Wray e Ulf Stabe. Wray in precedenza gestiva un forum online dedicato a Il Signore degli Anelli e il nome del sito web è un riferimento alla conferenza di J. R. R. Tolkien del 1936 Beowulf: The Monsters and the Critics.
Il sito in seguito si dedicò a notizie di intrattenimento più mainstream e per diversi anni portò anche notizie di ambito generale. Julian Cheatle, che in precedenza ha lavorato presso The Sun, è entrato come redattore nel 2015, prima che il sito tornasse al suo focus originale sulle notizie di intrattenimento. Monsters and Critics ha tre sezioni principali dedicate a TV, film e celebrità.
Monsters and Critics è stato citato in numerosi giornali e testate tra cui The New York Times, Los Angeles Times, e BBC News.